# 아베스타시

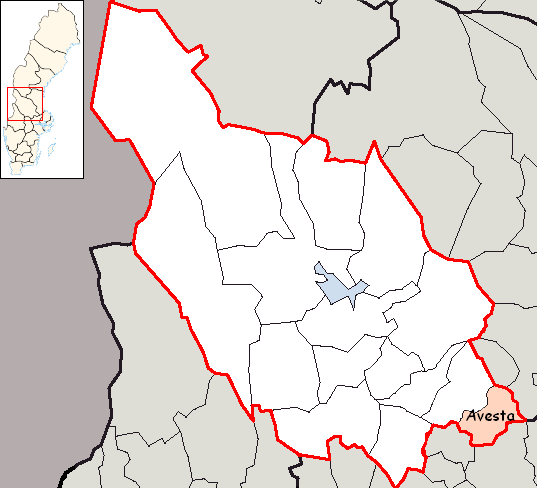
아베스타 시의 위치

아베스타시(스웨덴어: Avesta kommun)는 스웨덴 달라르나주에 위치한 지방 자치체로 행정 중심지는 아베스타이며 면적은 669.08km2, 인구는 23,161명(2016년 12월 31일 기준), 인구 밀도는 35명/km2이다.

시 문장